# Чінкхоле
Чінкхоле (*XVI) — 2-й калонга (володар) Мараві в XVI ст.

## Життєпис
Походив з клану Фірі. Посів трон після смерті родичі Мазізі. Розпочав рух на південь уздовж східного берегу озера Ньяса. Спочатку заснував резиденцію Капілітіва, потім переніс її до Манхамби. Проте ніде не перебував постійно, мігруючи між цими резиденціями та священною столицею Мантімба. Ймовірно здолав племена народу чева — нгонде, ламбія, намванга, ндалі — на чолі із верховним вождем Кьюнгу.
З огляду на невелику кількість власних сил Чінкхоле уклав союз з кланом Банду народу чева, відповідно до якого усі дружини калонг повинні належати до цього клану. Цим було зміцнено становище Мараві на нових землях. 
Йому спадкував небіж або інший родич по материнській лінії — Чидзонзі.